# Kabli
Kabli este o arie protejată (arie specială de conservare — SAC, sit de importanță comunitară — SCI, arie de protecție specială avifaunistică — SPA) din Estonia întinsă pe o suprafață de 737 ha, integral pe uscat.

## Localizare
Centrul sitului Kabli este situat la coordonatele 58°00′39″N 24°25′20″E / 58.0108°N 24.4222°E.

## Înființare
Situl Kabli a fost declarat sit de importanță comunitară în aprilie 2004 pentru a proteja 2 specii de plante și 8 specii de animale. Alte tipuri de protecție:
- arie de protecție specială avifaunistică (în aprilie 2004)[2]
- arie specială de conservare (în februarie 2007)[1][3][4]

## Biodiversitate
Situată în ecoregiunile boreală și marină baltică, aria protejată conține 10 habitate naturale: Terase mlăștinoase și terase nisipoase neacoperite de apă la reflux, Pășuni de coastă din Baltica boreală, Dune mobile cu vegetație embrionară, Dune mobile de-a lungul țărmului cu Ammophila arenaria („dune albe”), Dune de coastă fixe cu vegetație erbacee („dune gri”), Dune împădurite din regiunile atlantică, continentală și boreală, Depresiuni intradunale umede, Pajiști fino-scandinave uscate până la mezice, bogate în specii de altitudine mică, Taiga vestică, Păduri caducifoliate de mlaștină fino-scandinave.
La baza desemnării sitului se află mai multe specii protejate:
- plante (2): Angelica palustris, Dianthus arenarius subsp. arenarius
- păsări (4): Bucephala clangula, Clangula hyemalis, Cygnus columbianus bewickii, ferestrașul mare (Mergus merganser)
- mamifere (2): vidră de râu (Lutra lutra), liliac de iaz (Myotis dasycneme)
- nevertebrate (1): Hypodryas maturna
- pești (1): Lampetra fluviatilis

Pe lângă speciile protejate, pe teritoriul sitului au mai fost identificate 2 specii de plante.